# Gliese 581 e

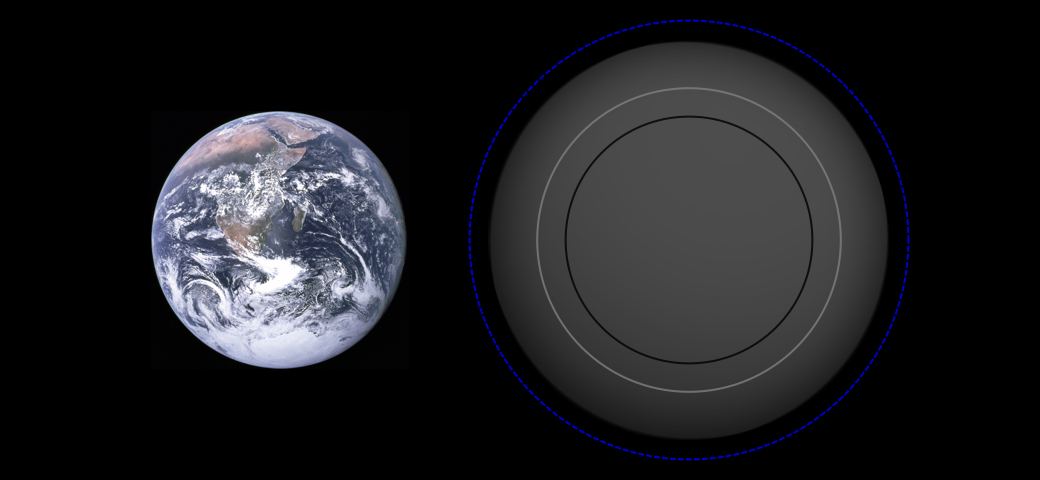
Storleksjämförelse mellan Gliese 581 e och jorden.

Gliese 581 e är en planet i omloppsbana kring den röda dvärgstjärnan Gliese 581 i Vågens stjärnbild. Planeten upptäcktes av schweiziska astronomer, som meddelade upptäckten den 21 april 2009.
Den var den tredje planeten som bekräftades i systemet och har en massa av ungefär 1,7 jordmassor, eller 0,005 MJ och därmed den minsta exoplaneten som upptäckts dittills. Planeten ligger endast 0,03 AU från sin moderstjärna och det är inte troligt att den har någon atmosfär. Den kretsar runt sin värdstjärna med en omloppstid av ungefär 3,15 dygn.